# Chýnovská jeskyně
Chýnovská jeskyně este o arie protejată (arie specială de conservare — SAC, sit de importanță comunitară — SCI) din Republica Cehă întinsă pe o suprafață de 2,99 ha, integral pe uscat.

## Localizare
Centrul sitului Chýnovská jeskyně este situat la coordonatele 49°25′47″N 14°50′03″E / 49.429722°N 14.834167°E.

## Înființare
Situl Chýnovská jeskyně a fost declarat sit de importanță comunitară în aprilie 2005 pentru a proteja 1 specie de animale. Situl a fost protejat și ca arie specială de conservare în iulie 2012.

## Biodiversitate
Situată în ecoregiunea continentală, aria protejată conține 1 habitat natural: Peșteri inaccesibile publicului.
La baza desemnării sitului se află o specie protejată de  mamifere: liliac comun (Myotis myotis).